# 今西まさお
今西 まさお（いまにし まさお、1961年? - ）は、日本の漫画家。埼玉県出身。

## 来歴
高校在学中に『月刊少年ジャンプ』（集英社）へ「今西正男」名義で投稿した『SF明治維新』が同誌の新人賞で準入選となり、1978年（昭和53年）12月号掲載の同作品でデビューする。翌1979年（昭和54年）1月号から8月号まで『はずれの四五郎』を連載した。
1982年（昭和57年）、ペンネームを「今西まさお」へ改名。デビューから5年ほどの間は『月刊少年ジャンプ』本誌や『HOBBY's JUMP』他の増刊でギャグ漫画を中心に描いていたが、編集部の方針でお色気路線へ転向する。代表作『どっきりマイクローン』は『月刊少年ジャンプ』1985年（昭和60年）8月号・10月号の読み切り掲載を経て1986年（昭和61年）1月号から12月号まで連載された。翌1987年の増刊『ジャンプORIGINAL』に掲載された4コマ漫画『脳天気チルドレン』を最後に商業誌での執筆活動は確認されていない。
同業で『月刊少年ジャンプ』を中心に執筆していた原田たつろうと交友関係にあった。

## 主な作品
特記の無い場合は「今西まさお」名義。

### 連載
- はずれの四五郎（月刊少年ジャンプ、1979年1月号-8月号。未単行本化） - 「今西正男」名義
- どっきりマイクローン（月刊少年ジャンプ、1985年8・10月号読み切りを経て1986年1-12月号。全2巻）[注 3]

### 読み切り
- SF明治維新（月刊少年ジャンプ、1978年12月号） - 「今西正男」名義
- おじゃまデカ メロメロ7（月刊少年ジャンプ、1980年6月号） - 「今西正男」名義
- ザ・もちこみマン（月刊少年ジャンプ、1980年8月号） - 「今西正男」名義
- 熱血!! 一年おとこ組（月刊少年ジャンプ、1980年10月号） - 「今西正男」名義
- 男・源之助（月刊少年ジャンプ、1981年新年大増刊号） - 「今西正男」名義
- I♡（アイラブ）ノラキュラ（月刊少年ジャンプ、1982年2月大増刊号）
- りめんばあ狂太郎（月刊少年ジャンプ、1982年夏休み増刊号）
- おれは豊作 武装POLICEだがや（月刊少年ジャンプ、1983年2月大増刊Super Jump）
- その名も狂太郎!!（HOBBY's JUMP、1983年Vol.1）
- フラッシュダンス病院ウォーズ（月刊少年ジャンプ、1983年12月号）
- プラモ放浪記/プラモ放浪記パートII（HOBBY's JUMP、1985年Vol.5 - 6）[注 4]
- 脳天気チルドレン（増刊ジャンプORIGINAL、1987年9月）